# Emmanuel Maboang
Emmanuel Maboang (Ndiki Mbam, 1968. november 27. –) kameruni válogatott labdarúgó.

## Pályafutása

### Klubcsapatban
190 és 1991 között a Canon Yaoundé csapatában játszott. 1991 és 1992 között a portugál Portimonense SC, 1992 és 1995 között a Rio Ave FC játékosa volt. 1996 és 1998 között Indonéziában a Pelita Jaya együttesében szerepelt. 

### A válogatottban
1988 és 1995 között 17 alkalommal szerepelt a kameruni válogatottban és 5 gólt szerzett. Részt vett az 1990-es és az 1994-es világbajnokságon, illetve az 1990-es és az 1992-es Afrikai nemzetek kupáján. 

## Sikerei, díjai
Canon Yaoundé
- Kameruni bajnok (1): 1991